# 재림주의

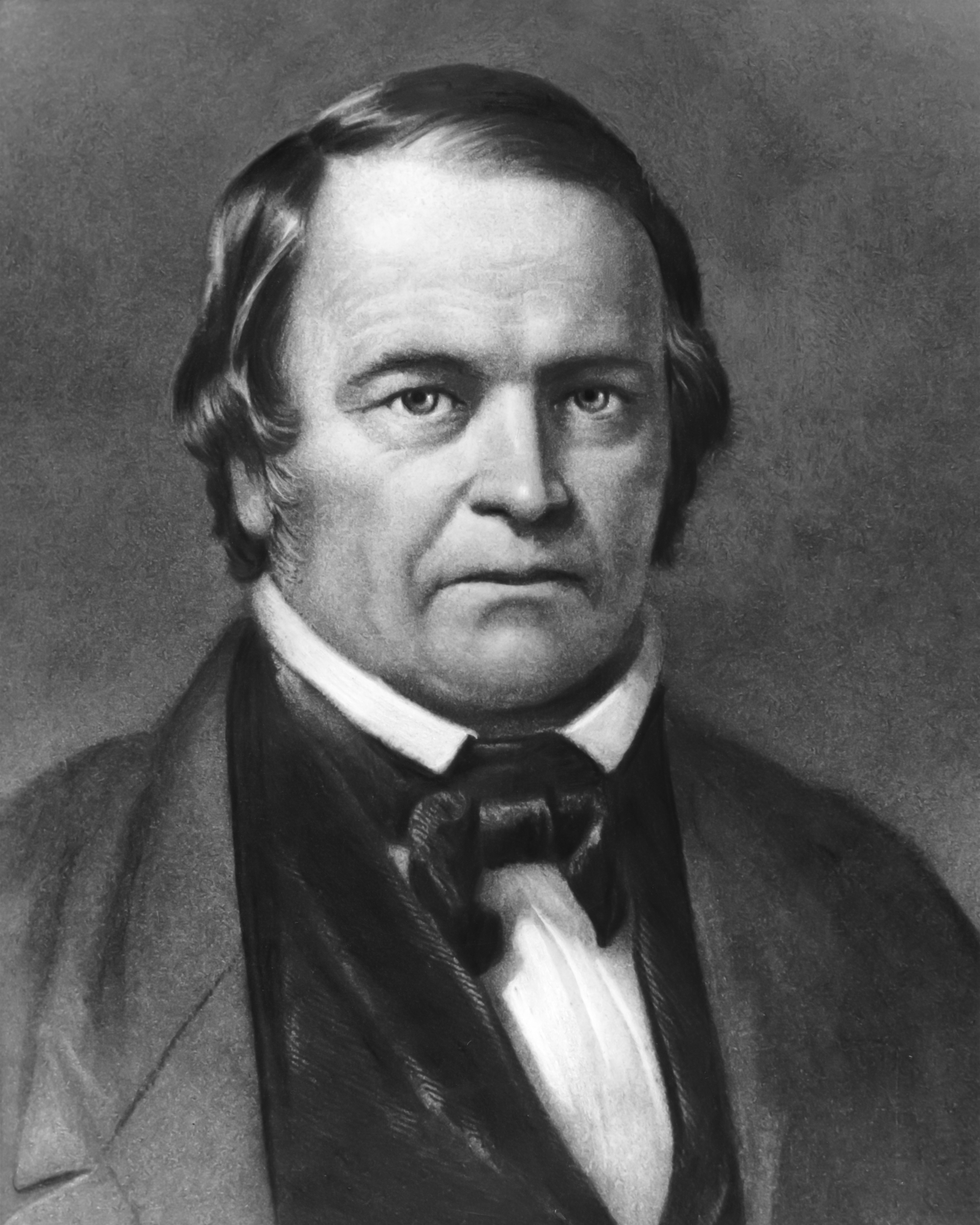
윌리엄 밀러

재림주의(再臨主義, 영어: Adventism)는 미국에서 부흥한 2차 대각성 운동에 힘입어 19세기에 시작한 기독교 운동이다. 이 이름은 다가올 예수 그리스도의 재림을 가리킨다. 윌리엄 밀러가 시작한 이 운동의 신자들을 밀러주의자들로 부른다. 오늘날 이 운동에 수반된 최대 교회는 제7일안식일예수재림교회이며, 그 외에도 재림주의자 그리스도 교회(Advent Christian Church)등이 있다.
재림주의자들은 오늘날 보수적인 개신교 교파로 간주되기도 하지만 음간이 무의식적인지 의식적인지, 악인에 대한 최종 처벌이 멸절로 끝나는가 영원한 고통인가 등은 일반 개신교와는 신학적 면에 차이점들이 있다.

## 같이 보기
- 대각성 (운동)
- 제7일 안식일 예수 재림교회